# Тролхантерс: Прича Аркадије
Тролхантерс: Прича Аркадије или једноставно Тролхантерс је америчка рачунарски-анимирана фантазијска серија направљена од стране Гиљерма дел Тора за Нетфликс и произведена од стране компанија Дримворкс анимејшон и Дабл Дар Ју продукције. Прати причу Џима Лејка Џуниора, тинејџера који проналази мистериозни талисман и наилази на тајно царство у којем живе тролови и друга чаробна створења. Убрзо након тога, он и његови пријатељи задужени су да штите свет од опасних чудовишта која вребају у њиховом малом предграђу.
Прве две епизоде серије представљене су 8. октобра 2016. године на Њујорк комик кону. Прва сезона објављена је широм света на Нетфликсу 23. децембра 2016. године. Друга сезона представљена је 15. децембра 2017.   док је трећа, уједно и последња сезона, представљена 25. маја 2018. године.  
Тролхантерс је од свог објављивања широко хваљен као амбициозан анимирани серијал који превазилази границе, а Травис Џонсон назвао га је „...најбољом дечијом анимацијом која долази од Аватара: Последњег владара ветрова.” 
Серија је номинована за девет награда Дневног Емија у 2017. години, освојивши више од било којег другог анимираног телевизијског програма те године. У своје прве две сезоне освојио је, односно био номинован за: Ени награду, Кидскрин награду и Сатурн награду.
Антон Јелчин је за прве две сезоне снимио довољно дијалога пре изненадне смрти која се десила 2016. године, док је за трећу сезону снимио Емил Херш.
Након успеха емисије, Гиљермо дел Торо најавио је да ће серија Тролхантерс бити прво поглавље у трилогији телевизијске серије под називом „Приче Аркадије”. Прича је настављена научнофантастичном серијом под називом „3Below: Прича Аркадије” (енгл. „3Below: Tales of Arcadia”), а трилогија је завршена у трећој и последњој фантастичној серији под називом „Чаробњаци: Прича Аркадије”, која је представљена 7. августа 2020. године на Нетфликсу. Премијера је приказана на Попу у Великој Британији 3. септембра 2018. године. Филм „Тролхантерс: Успон Титана” најављен је 7. августа 2020, а објављен је 21. јула 2021. године на Нетфликсу.

## Сезона 1
Након што је постао први људски Тролхантер, Џејмс „Џим” Лејк Џуниор, опирући се, почиње водити двоструки живот са најбољим пријатељем Тобајасем „Тоби” Домзалским (енгл. Tobias "Toby" Domzalski) поред себе, заједно са пријатељима троловима — Блинкијем (енгл. Blinky) и АААРРРГГХХ-ом!!!. Џим се суочава са непријатељима, не само од стране других тролова, већ и од других људи током школе. Пустоловине Џима и Тобија мењају се када се Клер Нуњез (енгл. Claire Nuñez) „увуче” у његов живот.

## Сезона 2
Џим бива заробљен у Дарклендсу (енгл. Darklands), због чега његови пријатељи трче да га спасе. Након што је изашао из Дарклендса, Џим се суочава са последицама. Ствари се не олакшавају када Стив Палчук (енгл. Steve Palchuk) и Илај Пеперџек (енгл. Eli Pepperjack) почну наилазити на Џимов двоструки живот, поврх притиска средње школе.

## Сезона 3
У Аркадији је крај друге школске године. Џимов двоструки живот одмакао се контроли, док је Клер имала проблема са древном чаробницом. Последња битка одвија се у центру Аркадије, док Џим и Клер почињу да се зближавају у свом односу, а дипломирање је пред њима.

## Улоге
- Емил Хирш - Џејмс Лејк Млађи
- Чарли Сакстон - Тобајас Домзалски
- Лекси Медрано - Клер Нуњез
- Џонатан Хајд - Волтер
- Стриклендер
- Келси Грамер - Блинкус Галадригал
- Фред Таташор - Аргамaунт Стронг
- Виктор Рејдер-Векслер - Вендел Троловски
- Рон Перлман - Булар Бачер
- Ејми Ландекер - Барбара Лејк
- Стивен Јан - Стивен Палчук
- Лорен Том - Зелда Номура
- Кленси Браун - Ганмар Бачер
- Том Хидлстон - Канџигар Кораџерус
- Ајк Амади - Верлок Магикал
- Марк Хамил - Диктејшс Галадригал
- Анџелика Хјустон - Јусурна Странг
- Кол Сенд - Илај Пеперџек
- Лина Хиди - Моргана Ле Феј
- Том Кени - Ото Скарбач
- Дејвид Бредли - Мерлин Касперан
- Колин О'Донохју - Хисердокс Касперан
- Татјана Маслани - Ажа Тарон
- Дијего Луна - Крел Тарон
- Јара Шахиди - Дарси Скот
- Родриго Блас - Гном Чомбски
- Ајк Амади - Ангор Рот
- Џими Вуд - Енрике Нуњез
- Метју Вотерсон - Драл Кораџерус

## Епизоде
| Сезона | Сезона | Епизоде | Епизоде | Оригинална објава  | Оригинална објава  |
| ------ | ------ | ------- | ------- | ------------------ | ------------------ |
|        | 1.     | 26      | 26      | 23. децембар 2016. | 23. децембар 2016. |
|        | 2.     | 13      | 13      | 15. децембар 2017. | 15. децембар 2017. |
|        | 3.     | 13      | 13      | 25. мај 2018.      | 25. мај 2018.      |